# Canistra
Canistra is een geslacht van kevers uit de familie bladkevers (Chrysomelidae).
De wetenschappelijke naam van het geslacht werd in 1847 gepubliceerd door Wilhelm Ferdinand Erichson.

## Soorten
- Canistra rubiginosa (Guérin-Méneville, 1844)
- Canistra varicosa Erichson, 1847